# Auckland Northern Motorway
De Auckland Northern Motorway, ook wel Auckland-Waiwera Motorway, is een autosnelweg in het noorden van Nieuw-Zeeland, die onderdeel is van de SH1. De weg loopt ten noorden van de stad Auckland van Puhoi via Albany naar Auckland, waar de weg als Auckland Southern Motorway verder loopt richting Hamilton. De weg is 39 kilometer lang en loopt door de regio Auckland.

## Geschiedenis
Het eerste deel van de Auckland Northern Motorway is op 30 mei 1959 opengesteld. Dit deel was 7,4 kilometer lang en bestond uit een autosnelweg over de Auckland Harbour Bridge. De verlenging richting het zuiden is in twee delen in 1962 en 1978 opengesteld, waardoor de weg in 1978 aansloot op de Auckland Southern Motorway. Richting het noorden werd de snelweg al in 1969 verlengd en in 1984 lag de weg tot aan de huidige Upper Harbour Motorway. Daarna is de weg tot 2009 verlengd tot Puhoi.